# Lemmenjoki
Lemmenjoki est une rivière de 80 kilomètres en Laponie finlandaise .

## Présentation
La rivière Lemmenjoki prend source au lac Lemmekäsjärvi dans la partie sud du parc national de Lemmenjoki à proximité  de la rivière Kotijängä et coule du sud-ouest au nord-est.
Initialement, la rivière coule à travers un paysage de landes, puis à travers une chaîne de montagnes basses, presque inhabitée avec des mines abandonnées.
La rivière serpente avant de se jeter dans le lac Paatari.